# Dana Reeve
Pour les articles homonymes, voir Reeve (nom) et Morosini.
Dana Reeve (de son nom de naissance Dana Charles Morosini), née le 17 mars 1961 à Teaneck et morte le 6 mars 2006 à New York d'un cancer du poumon, est une actrice et chanteuse américaine.

## Biographie
D’origine italienne, Dana Morosini est née le 17 mars 1961 à Teaneck aux États-Unis, du cardiologue Charles Morosini et de son épouse Helen, morte de complications d'un cancer de l'ovaire.
Elle se marie en avril 1992 à l'acteur américain Christopher Reeve dont elle aura un garçon William né le 7 juin 1992.
En 1995, son époux se retrouve paralysé (tétraplégique) à la suite d'une chute de cheval. Elle abandonne aussitôt ses carrières d'actrice et de chanteuse pour s'occuper de lui.
Après la mort de celui-ci en octobre 2004, elle prend la tête de la Fondation Christopher-et-Dana-Reeve qui se consacre à la recherche pour le traitement des paralysies et blessures de la moelle épinière qu'elle avait créée avec lui.
En août 2005, elle apprend qu'elle est atteinte d'un cancer du poumon bien qu'elle n'ait jamais fumé une seule cigarette de sa vie. Le soir du 6 mars 2006, elle meurt des complications dans un hôpital de New York.

## Filmographie

### Cinéma
- 1995 : Chassé croisé (Above Suspicion) : Une détective
- 2006 : Everyone's Hero : Emily Irving (Voix)
- 2024 : Super/Man : L'Histoire de Christopher Reeve (Super/Man: The Christopher Reeve Story) (documentaire) de Ian Bonhôte et Peter Ettedgui : elle-mêmes (images d'archives)

### Télévision
- 1990 : Steel Magnolias (Téléfilm) : Elise
- 1990-1997 : New York, police judiciaire (Law & Order) (Série TV) : Camilla / Susan Tashjian
- 1997 : Feds (Série TV) : Meg Shelby / Meg McClure
- 2000 : Oz (Série TV) : Wendy Schultz
- 2001 : New York, section criminelle (Law & Order - Criminal Intent) (Série TV) : Melanie Grasso
- 2003 : Freedom: A History of Us (Série TV) : Louise Clappe / Catherine Beecher / Ida Tarbell / Agnès Loebeck (Voix)
- 2004 : Pour que la vie continue (The Brooke Ellison Story) (Téléfilm) : Le professeur d'anglais